# Alyogyne pinoniana
Alyogyne pinoniana là một loài thực vật có hoa trong họ Cẩm quỳ. Loài này được (Gaudich.) Fryxell mô tả khoa học đầu tiên năm 1968.